# 7e arrondissement de Bangui
Le 7e arrondissement de Bangui est une subdivision administrative de la ville de Bangui, située dans la partie Est de la capitale centrafricaine.

## Population
L'arrondissement est peuplé des riverains d'ethnies telles que : les Banda, les Yakoma, les Sango, les Ngbandi, etc.

## Situation
Il est limité par le quartier Ndrès au Nord, par les rives du fleuve Oubangui au Sud et à l’Ouest il est limité par le 1er arrondissement et la Colline des Panthères. C'est un arrondissement riverain traversé par deux grandes routes reliant au centre-ville.

## Quartiers
L’arrondissement est constitué de 39 quartiers recensés en 2003 : Ambassade, Gbadouna, Gbangouma 1, Gbangouma 4, Gbangouma St Paul, Gbottoro, Gokoma, Kami, Ketegba 1, Ketegba, Ketegba 2, Koyou Kombele, Lobaye 1, Magombassa, Mala Gbangouma 5, Ndotene, Ngaraba 5, Ngaragba 4, Ngaragba Yambela, Ngatoua, Ngbarekangue, Ngoungbe, Nguerengou, Nguitto 1, Nguitto 2, Nguitto 5, Ouadda, Ouango 6, Ouango-Kodjo, Ouango-Kodjo, Ouapiabodet, Pata, Sabanga, Saint Paul 2, Sao-Paris-Congo, Sounga, Taoka Saint Paul, Timodo, Yongoro.

## Édifices et monuments
- Archevêché de Bangui
- Église Sainte Anne de Kassaï
- Paroisse Saint Paul des rapides
- Séminaire Saint Paul des rapides
- SOS Village d'enfants
- Cimetière des Ndrès
- Maison d’arrêt centrale de Ngaragba
- Camp militaire Kassaï
- Fondation HMD
- Centre technique féminin Kaimba

## Éducation
L’arrondissement dispose de plusieurs établissements scolaires dont :
- Lycée Pie XII
- Lycée des Rapides
- Ecole Saint Anne
- Ecole Saint Paul
- Ecole Providence
- Ecole Gbangouma
- Ecole Sao

## Santé
L'arrondissement compte plusieurs formations sanitaires, dont le centre de santé urbain de Ouango; le centre de santé de Ngaragba et le centre de santé de Saint Paul.

## Représentation politique
Le 7e arrondissement de Bangui est constitué d’une circonscription électorale législative.
| Date d'élection | Identité               | Parti       |
| --------------- | ---------------------- | ----------- |
| 2016            | Clément David Ndotizo  | indépendant |
| 2021            | Christian Limbio Tekpe | Indépendant |